# Comuna Jucu, Cluj
Jucu (în maghiară Zsuk község, se pronunță "Juc") este o comună în județul Cluj, Transilvania, România, formată din satele Gădălin, Jucu de Mijloc, Jucu de Sus (reședința), Juc-Herghelie și Vișea.

## Date geografice
Comuna Jucu se află la interferența a două mari unități de relief: Podișul Someșan în partea de vest și Câmpia Transilvaniei în partea de est, fiind traversată de la sud la nord de râul Someșul Mic.

În componența comunei intră localitățile Gădălin, Jucu de Sus, Jucu de Mijloc, Juc-Herghelie și Vișea.
Suprafața comunei este de 85 km2, iar populația de peste 4.000 de locuitori. Odată cu deschiderea Tetarom III în localitate, este de așteptat o creștere rapidă a populației comunei și o eventuală avansare a ei la statutul de oraș în următorii ani.
Unitatea administrativă se învecinează la sud cu comuna Apahida, la nord cu Bonțida, la est cu comunele Apahida și Căianu, la vest cu comunele Borșa și Chinteni.

## Demografie
Componența etnică a comunei Jucu
     Români (80,2%)
     Maghiari (8,6%)
     Alte etnii (0,82%)
     Necunoscută (10,38%)
Componența confesională a comunei Jucu
     Ortodocși (67,81%)
     Reformați (7,55%)
     Penticostali (5,48%)
     Martori ai lui Iehova (2,45%)
     Alte religii (5,63%)
     Necunoscută (11,09%)
Conform recensământului efectuat în 2021, populația comunei Jucu se ridică la 5.349 de locuitori, în creștere față de recensământul anterior din 2011, când fuseseră înregistrați 4.270 de locuitori. Majoritatea locuitorilor sunt români (80,2%), cu o minoritate de maghiari (8,6%), iar pentru 10,38% nu se cunoaște apartenența etnică. Din punct de vedere confesional, majoritatea locuitorilor sunt ortodocși (67,81%), cu minorități de reformați (7,55%), penticostali (5,48%) și martori ai lui Iehova (2,45%), iar pentru 11,09% nu se cunoaște apartenența confesională.

## Politică și administrație
Comuna Jucu este administrată de un primar și un consiliu local compus din 15 consilieri. Primarul, Valentin-Dorel Pojar[*], de la Partidul Social Democrat, este în funcție din 2016. Începând cu alegerile locale din 2024, consiliul local are următoarea componență pe partide politice:
|  | Partid                                 | Consilieri | Componența Consiliului | Componența Consiliului | Componența Consiliului | Componența Consiliului | Componența Consiliului | Componența Consiliului | Componența Consiliului | Componența Consiliului |
|  | -------------------------------------- | ---------- | ---------------------- | ---------------------- | ---------------------- | ---------------------- | ---------------------- | ---------------------- | ---------------------- | ---------------------- |
|  | Partidul Social Democrat               | 8          |                        |                        |                        |                        |                        |                        |                        |                        |
|  | Alianța Dreapta Unită                  | 4          |                        |                        |                        |                        |                        |                        |                        |                        |
|  | Partidul Național Liberal              | 2          |                        |                        |                        |                        |                        |                        |                        |                        |
|  | Uniunea Democrată Maghiară din România | 1          |                        |                        |                        |                        |                        |                        |                        |                        |

### Evoluție istorică

#### Structura etnică
Populația comunei a evoluat de-a lungul timpului astfel:
Jucu - evoluția demografică

|  | Graficele sunt indisponibile din cauza unor probleme tehnice. Mai multe informații se găsesc la Phabricator și la wiki-ul MediaWiki. |

Date: Recensăminte sau birourile de statistică - grafică realizată de Wikipedia

#### Structura confesională
Din punct de vedere confesional evoluția demografică a fost următoarea:

## Istoric
Domeniul Juc a aparținut familiei nobiliare Suki, odinioară una din cele mai bogate și mai influente familii din Transilvania.
Primele atestări documentare datează din secolul al XIV-lea. Jucu de Jos apare menționat în documente scrise din anul 1314, iar Jucu de Sus din 1325. În partea stângă a râului Someș se afla Jucu Nobil, domeniu reședință a familiei Suky. Aici a fost atestată în 1332 cea mai veche școală sătească din Transilvania. De cealaltă parte a râului (Jucu de Jos și Jucu de Sus, unificate în 1966 în Jucu de Sus) se întindea în continuare domeniul Suky.
Familia nobiliară Suky, de origine germană, a venit în Transilvania în perioada secolului XIII, iar ultimii urmași ai familiei au murit în secolul al XVIII-lea. În orașul Cluj familia a deținut o reședință, pe locul căreia s-a construit în secolul al XIX-lea Palatul Petricevich-Horvath (devenit ulterior Muzeul de Istorie a Transilvaniei). Cel mai cunoscut reprezentant al acestei familii a fost László Suki (1741-1791), binefăcător al Bisericii Unitariene.
În catedrala din Esztergom (Ungaria) se păstrează și astăzi un potir din aur , comandat de familia Suky, obiect considerat de istoricii de artă drept cel mai valoros din Transilvania.
Din registrul recensământului (conscripțiunii) realizat(e) în anul 1733, la cererea Episcopului unit (greco-catolic) Inocențiu Micu-Klein, aflăm că în localitatea Jucu, ortografiat Suk (Locus unitus purus valachicus) trăiau un număr de 67 de familii, cu alte cuvinte, circa 335 de locuitori. În localitate erau recenzați Popa Stephanus alias Glis Vicarius, Popa György Archidiaconus și Popa Gligor. Localitatea Jucu era sediu de Protopopiat și al Vicariatului general greco-catolic (Archidiaconatus Rmi Dni Vicarii generalis Sukiensis). Funcționa o biserică și exista o casă parohială. Pământul Bisericii (Terrae ad Ecclesiam) era destul de întins. Aflăm, de exemplu, că de pe fâneața aparținătoare Bisericii se puteau strânge 25 de care de fân (Foeneta currum: 25). Numele localității, ca și cel al unuia dintre preoți, sunt redate în ortografie maghiară, întrucât rezultatele recensământului erau destinate unei comisii formate din neromâni și în majoritate unguri. Din registrul aceleiași conscripțiuni mai aflăm și situația din alte localități ale actualei comune Jucu: Jucu de Sus (Felsö-Suk), Vișea (Visa),...

## Obiective turistice
- Clădirea fostei mănăstiri greco-catolice și a orfelinatului susținut de Congregația Surorilor Maicii Domnului, edificii dezafectate la 10 septembrie 1948, odată cu deportarea călugărițelor catolice la mănăstirea ortodoxă Bistrița (Vâlcea)

## Date economice
În localitățile comunei se practică cultura cerealelor și legumicultura, comuna fiind cunoscută și pentru creșterea cailor de rasă.
Administrația clujeană a inițiat aici construirea parcului industrial Tetarom III. Printre companiile care și-au anunțat participarea se află și compania finlandeză Nokia. Pe 26 martie 2007 în prezența premierului Călin Popescu-Tăriceanu a fost semnat un memorandum între Nokia și Consiliul Județean Cluj.  . Compania americană Accenture și-a anunțat, de asemenea, intenția de a investi peste 500 mil. de euro, lângă viitorul complex Nokia Village.  Un alt efect al venirii Nokia la Jucu este orientarea unor dezvoltatori imobiliari pentru proiecte aici, precum și intenția altor companii de a își dezvolta investiții în zonă .
De asemenea, IKEA are o unitate de productie in comuna, in zona garii C.F.R.
Pe 29 septembrie 2011, Nokia a anunțat că până la sfârșitul anului 2011, producția va înceta iar peste 2000 de angajați vor intra în șomaj. Nokia precizeză că această decizie vine ca urmare a optimizării proceselor de producție la nivel mondial și reorientarea producției către fabricile din Asia.

## Personalități
- George Barițiu (1812 - 1893), istoric, publicist, conducător al Revoluției de la 1848;
- Mircea Petean (n. 1952), scriitor;
- Marta Petreu (n. 1955), scriitoare;
- Cristinel Pojar⁠(d) (n. 1967), fotbalist, antrenor secund la Kuban Krasnodar.

## Galerie de imagini

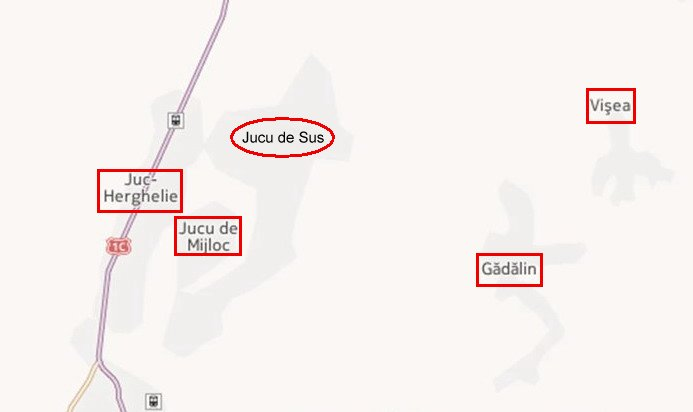
Comuna Jucu şi satele componente
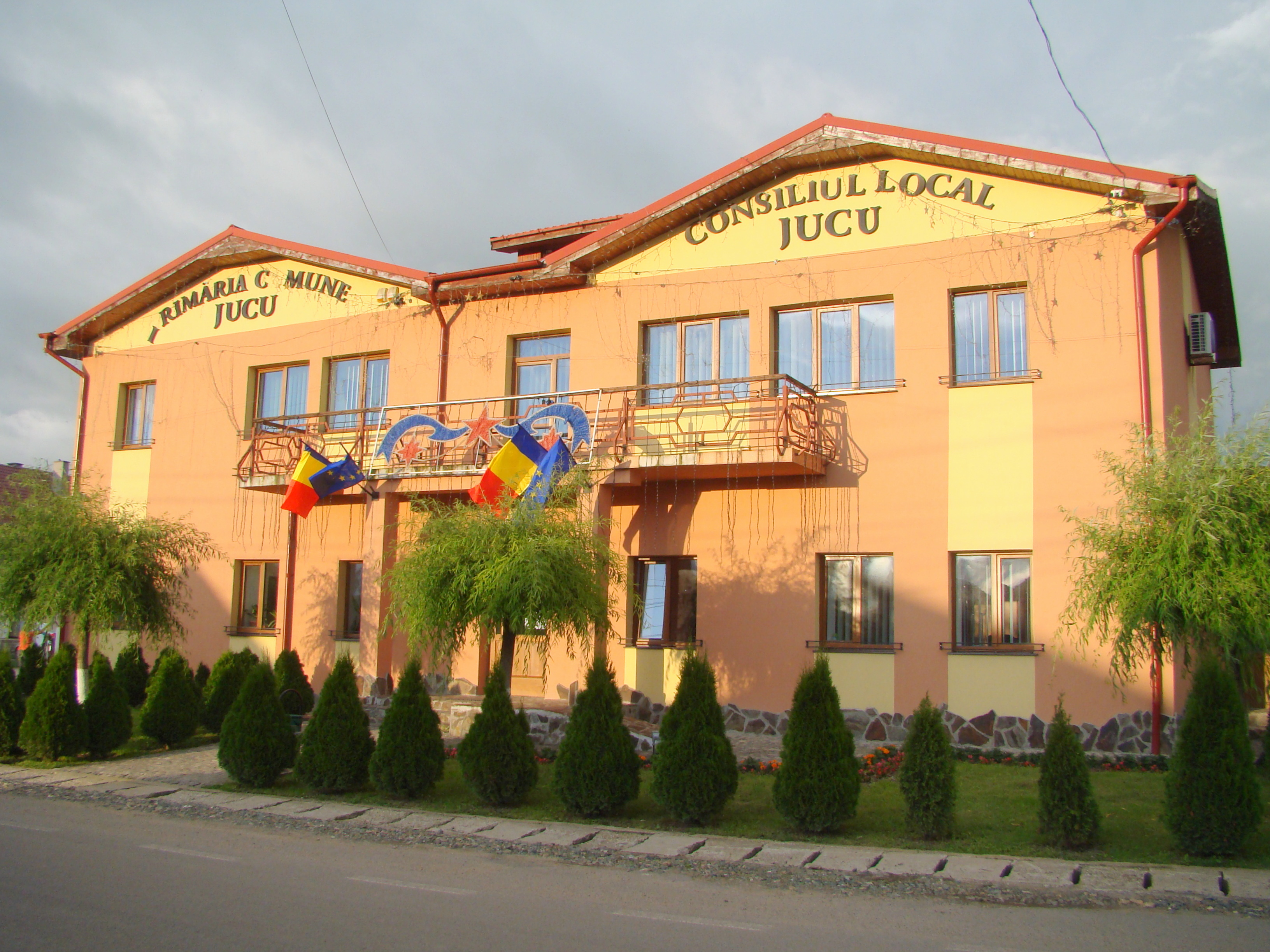
Primăria comunei Jucu
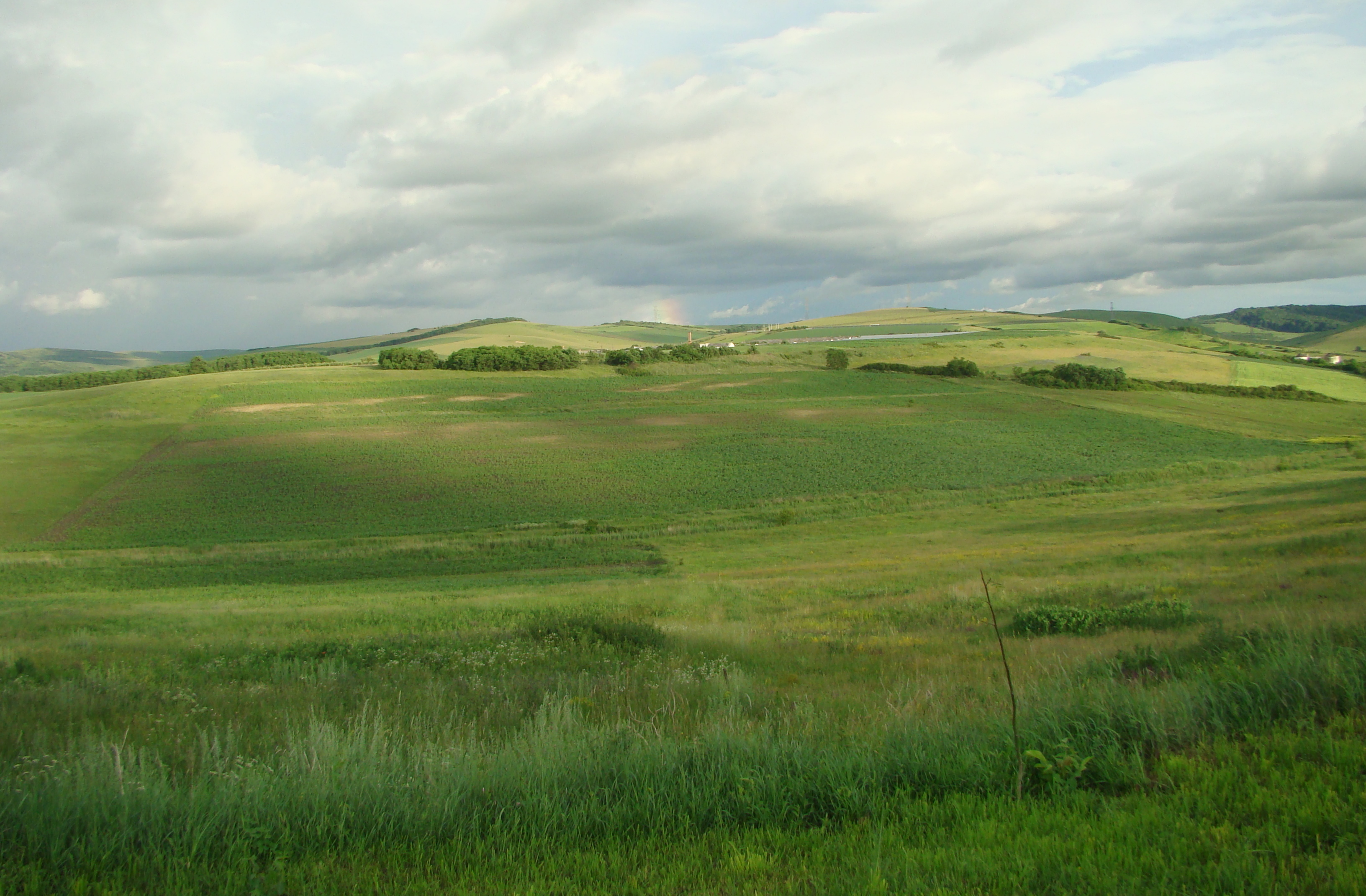
Jucu de Sus, județul Cluj
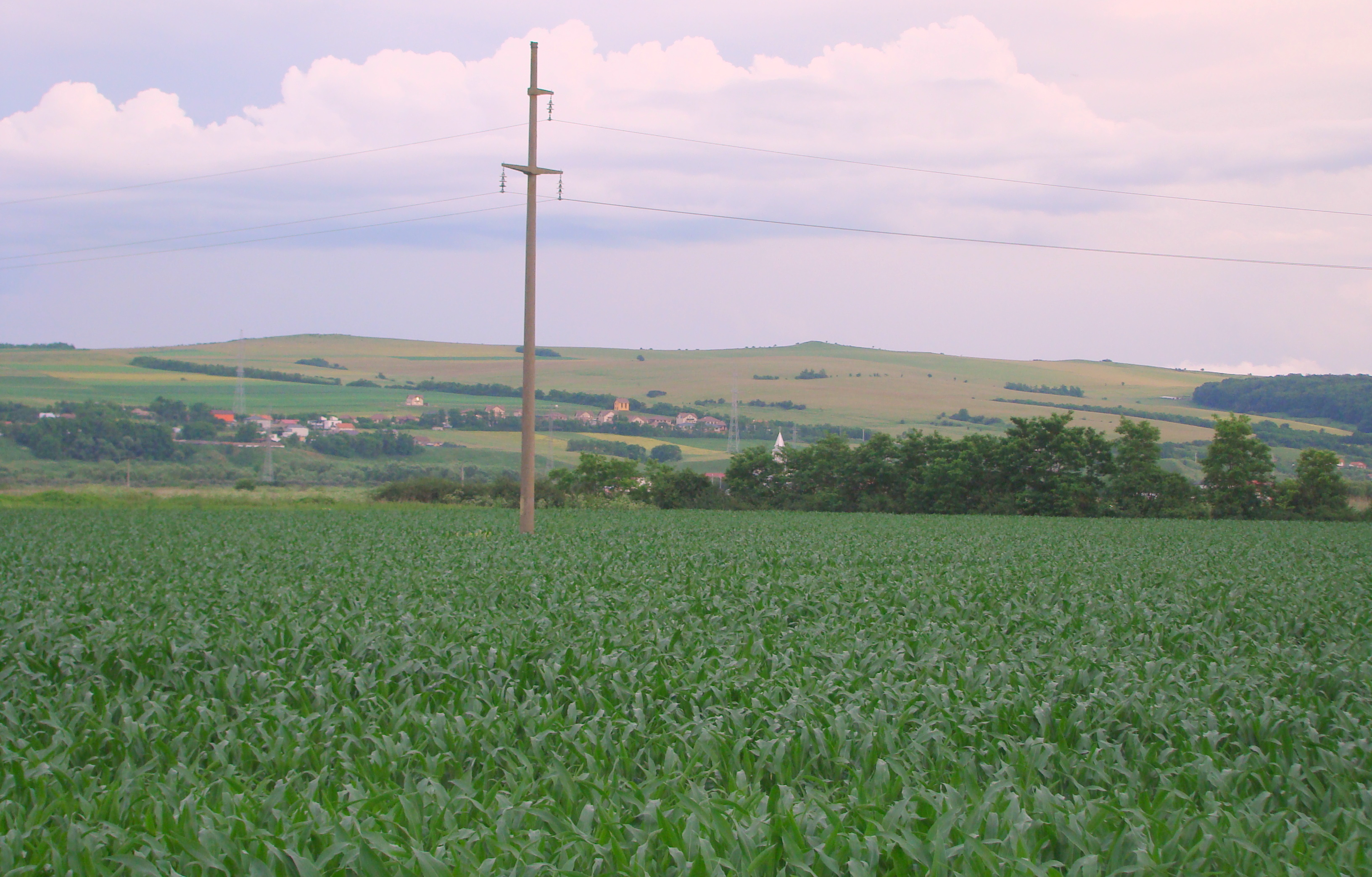
Jucu de Mijloc
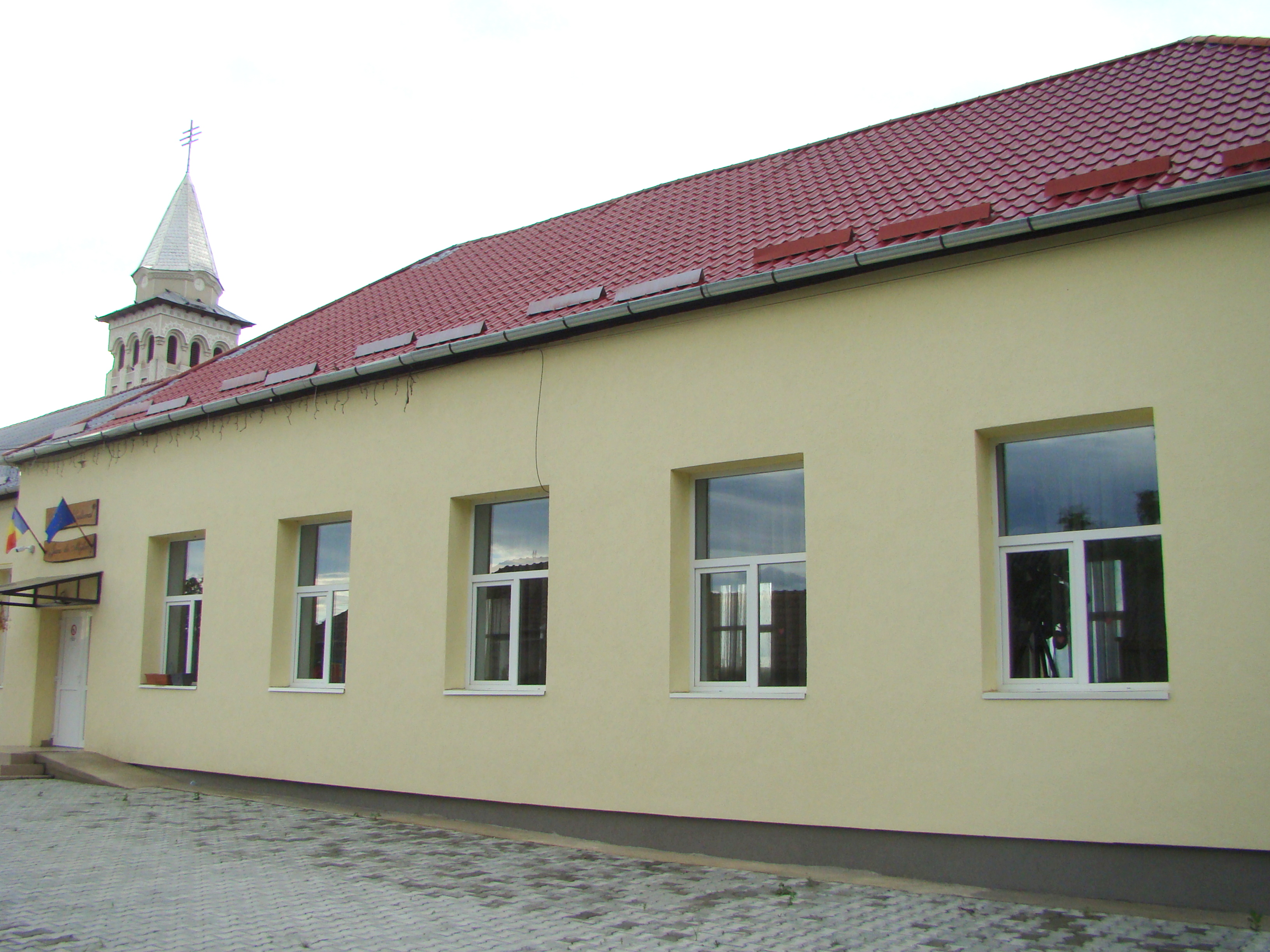
Căminul cultural
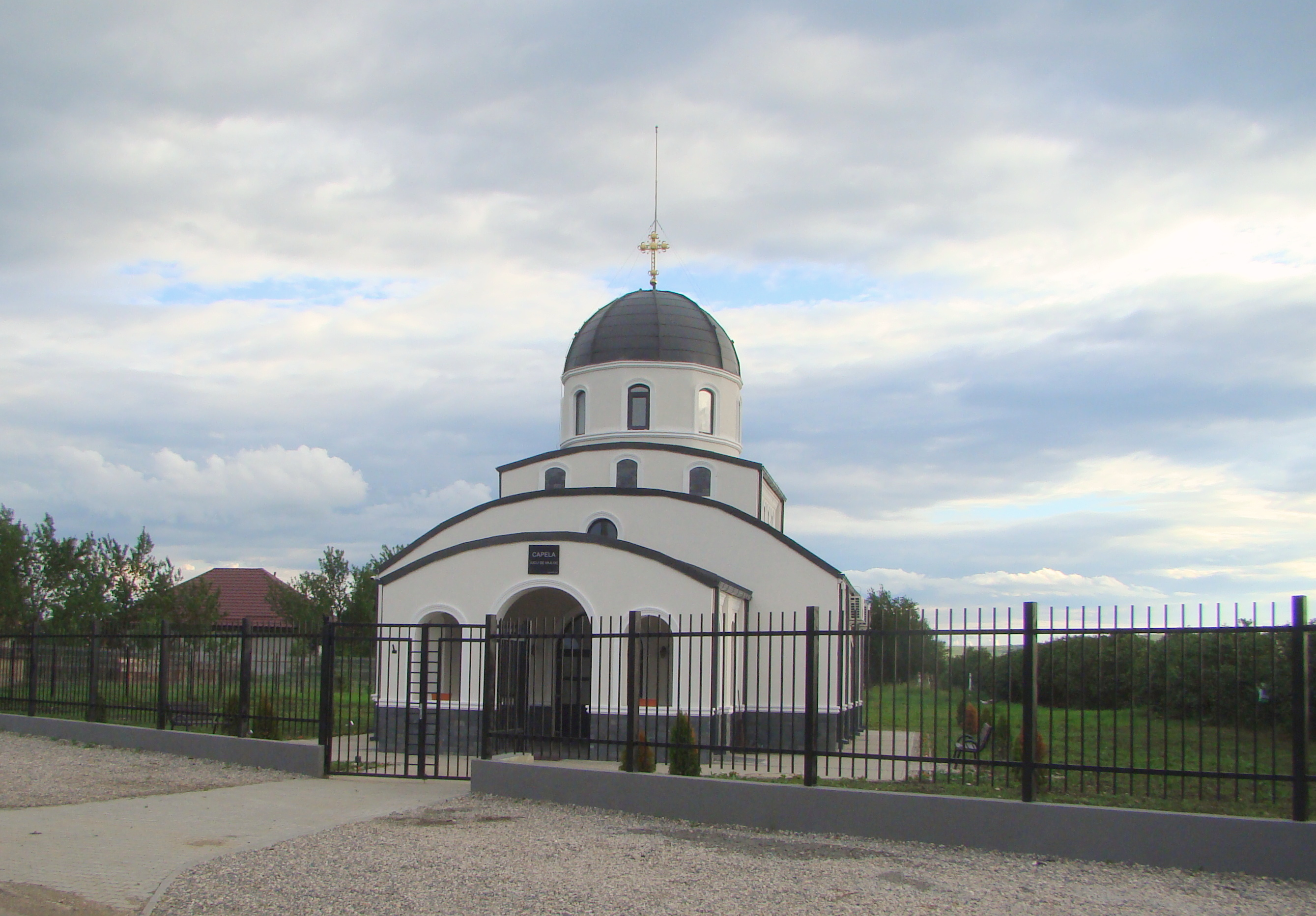
Capela
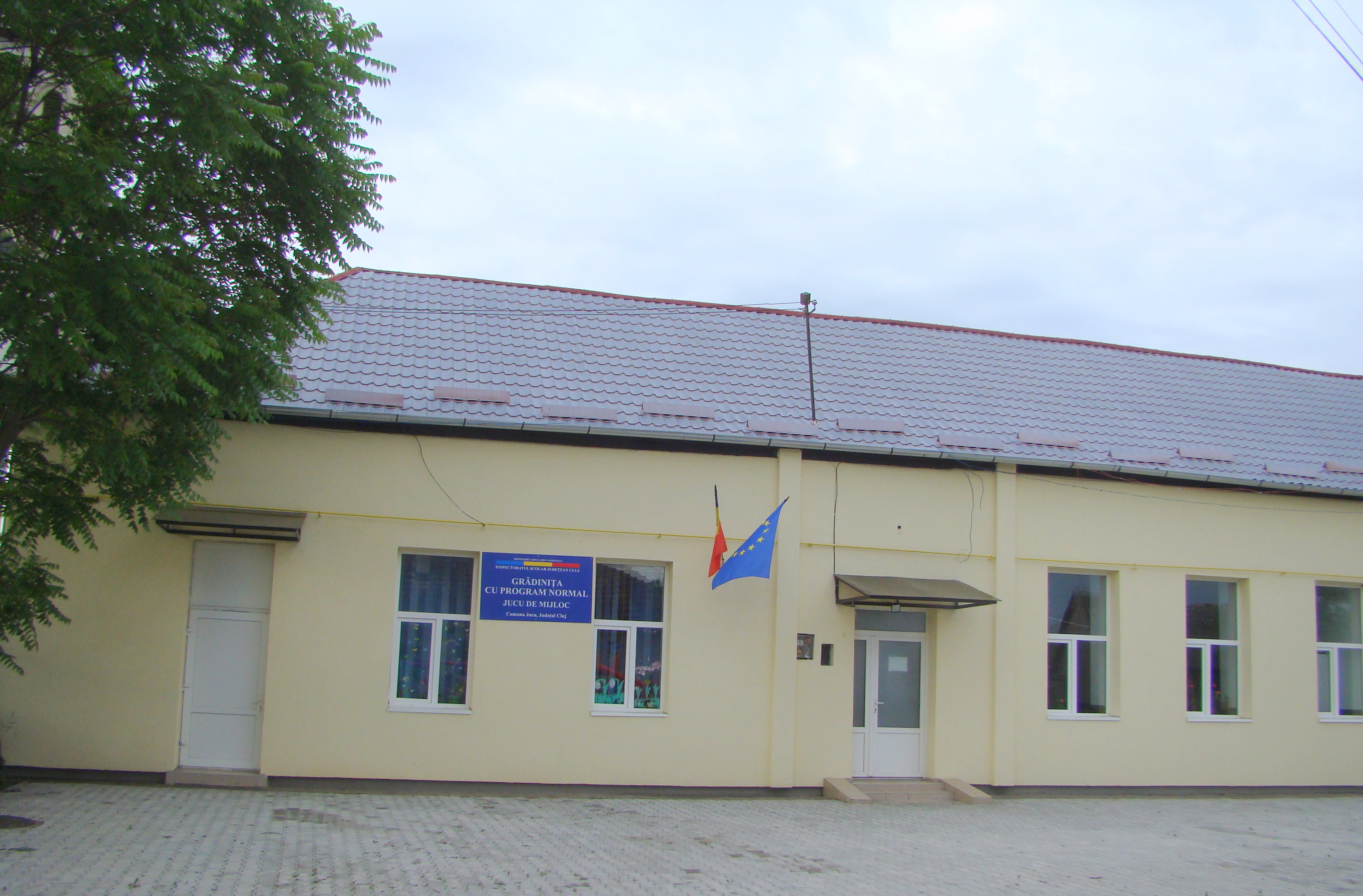
Grădiniţa
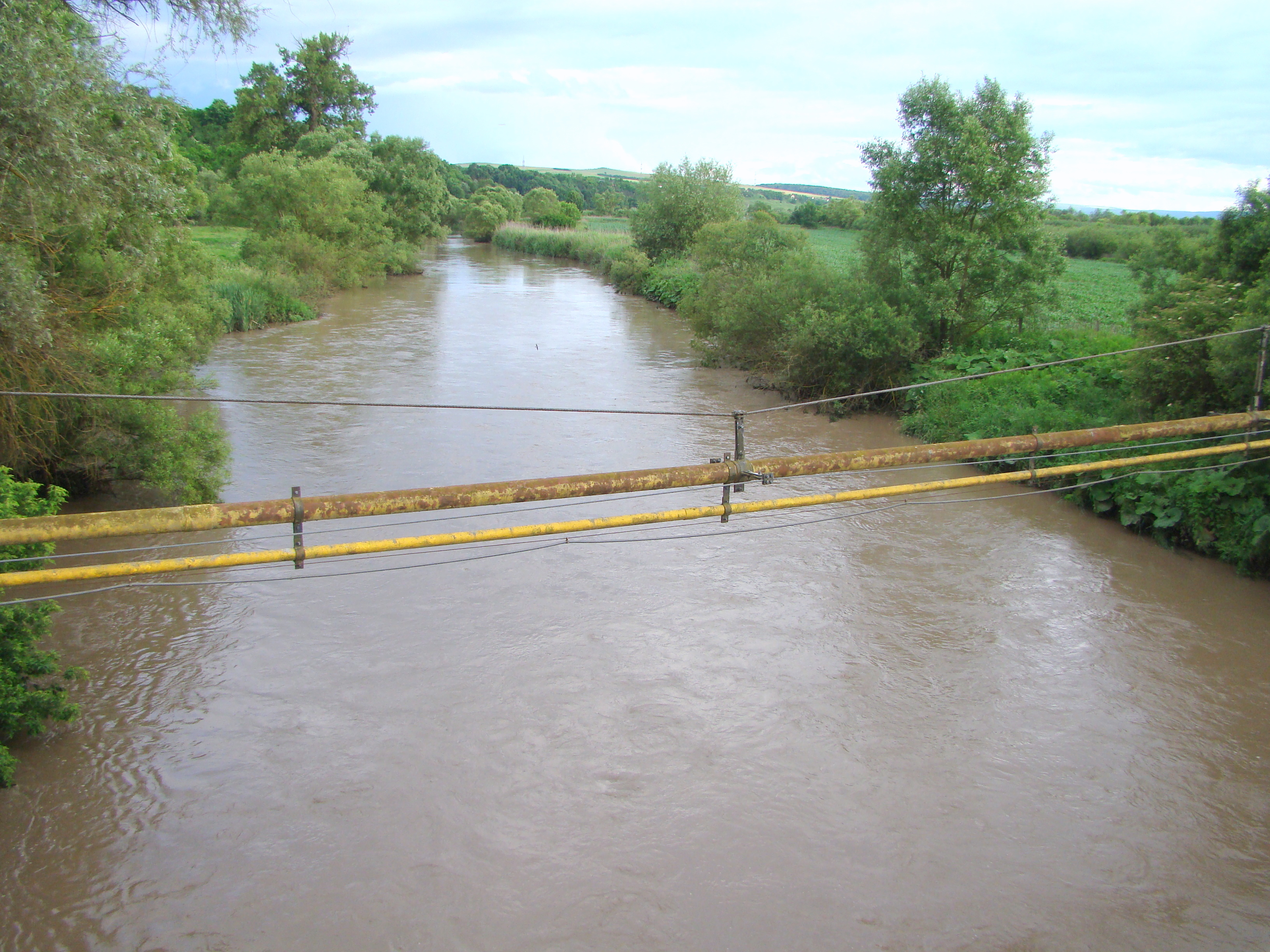
Râul Someșul Mic la Jucu
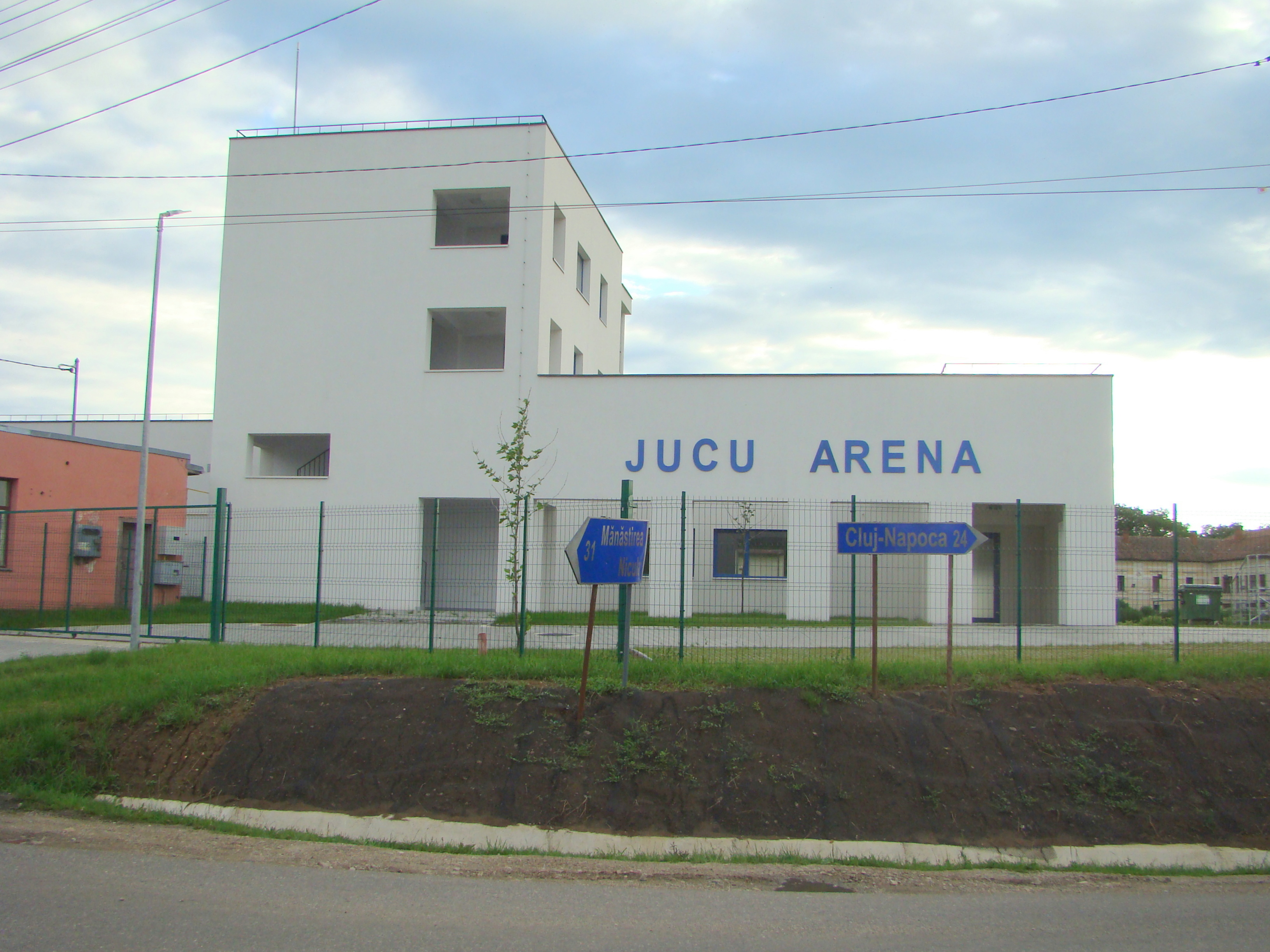
Jucu Arena
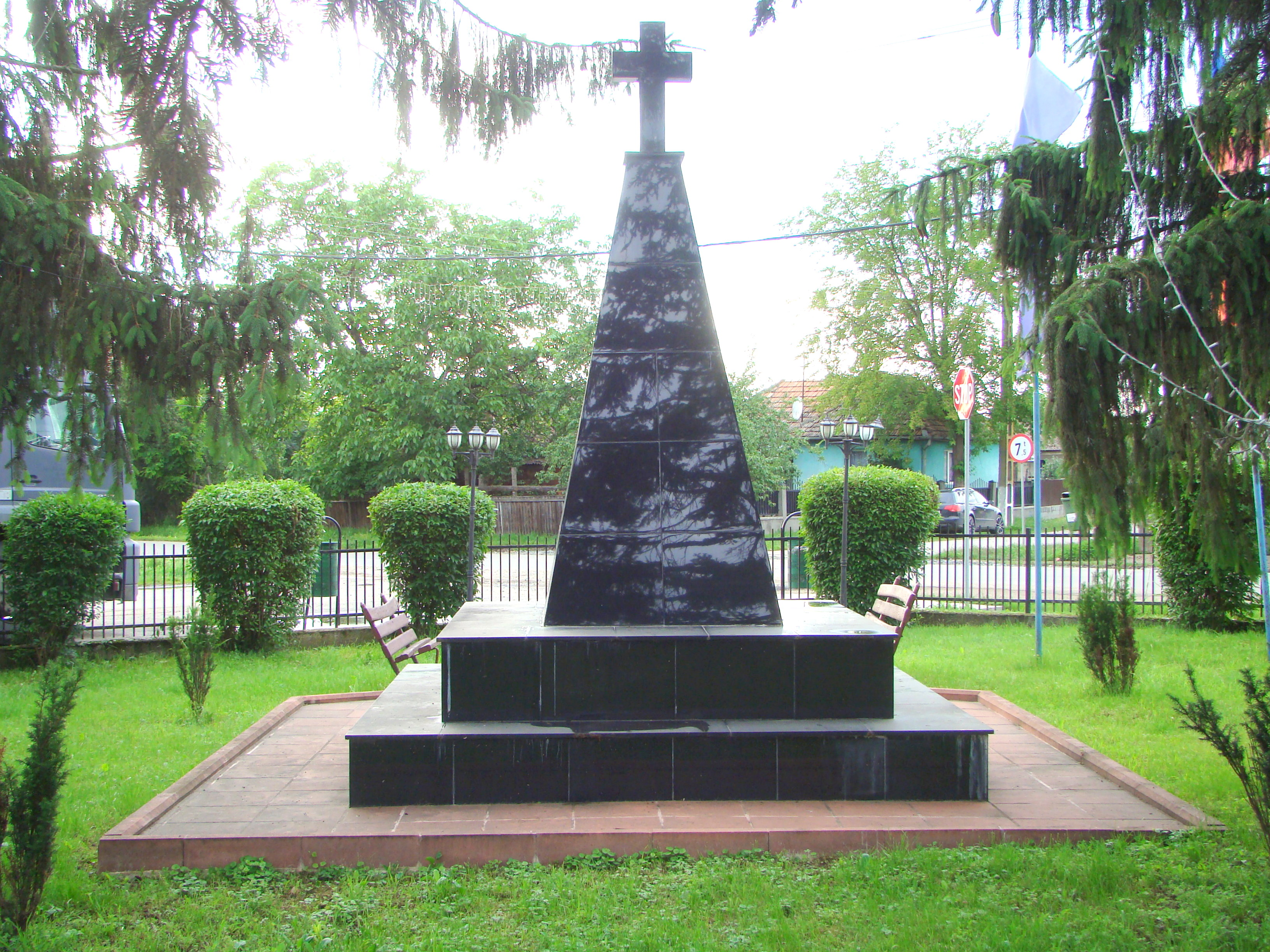
Monumentul eroilor din fostul sat Jucu de Jos
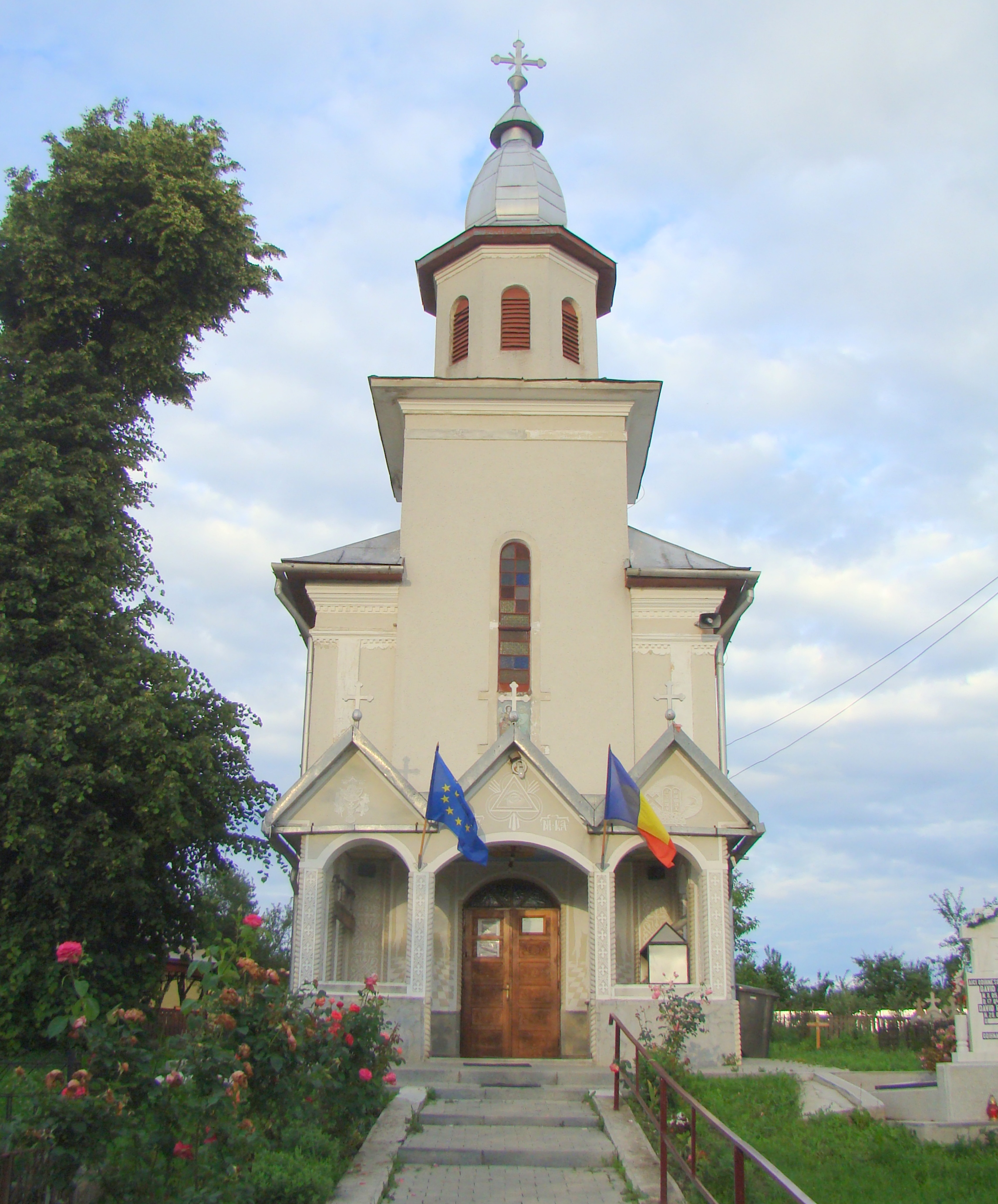
Biserica „Sfinții Arhangheli Mihail și Gavriil” din fostul sat Jucu de Jos
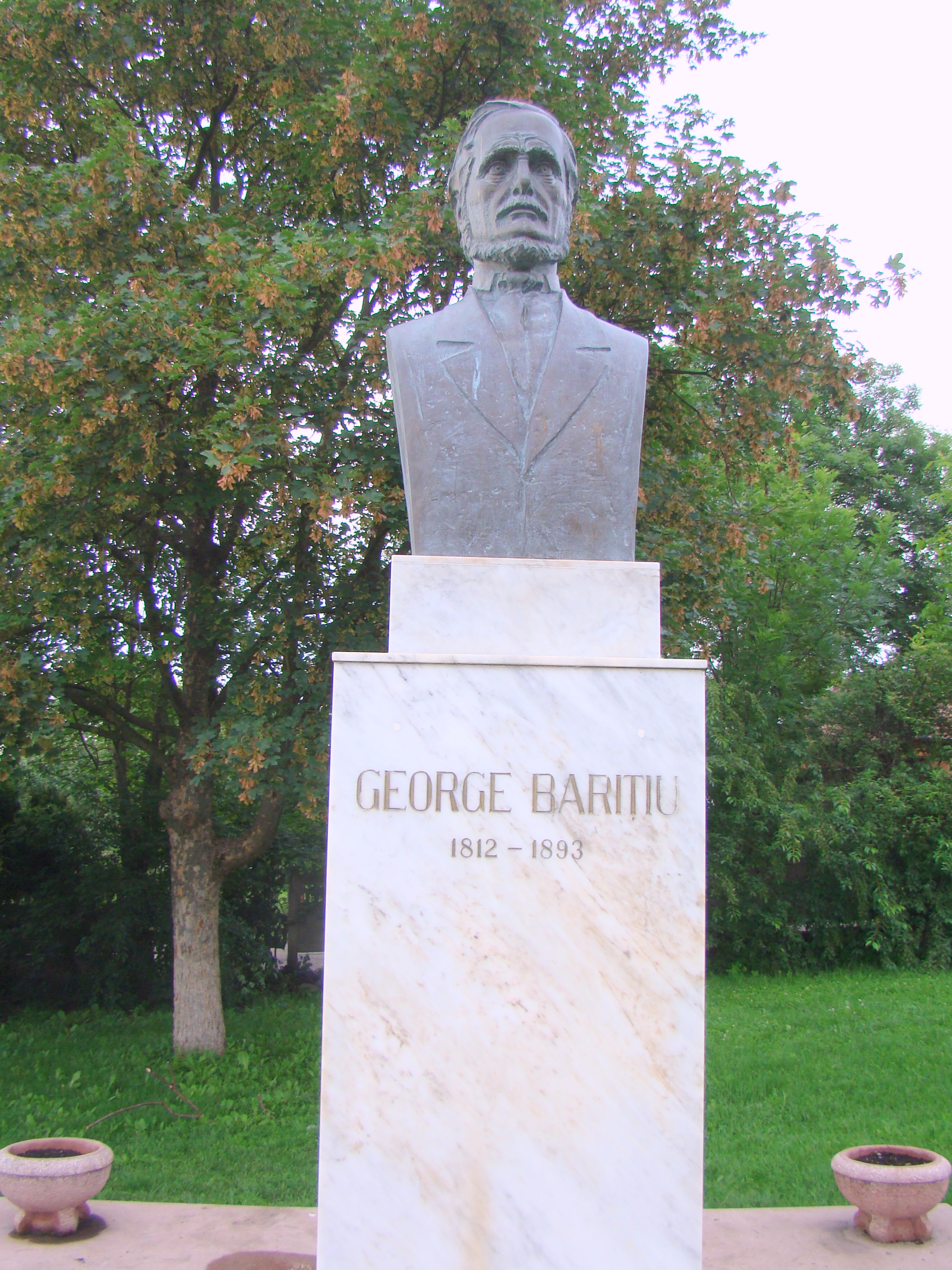
Bustul lui George Barițiu
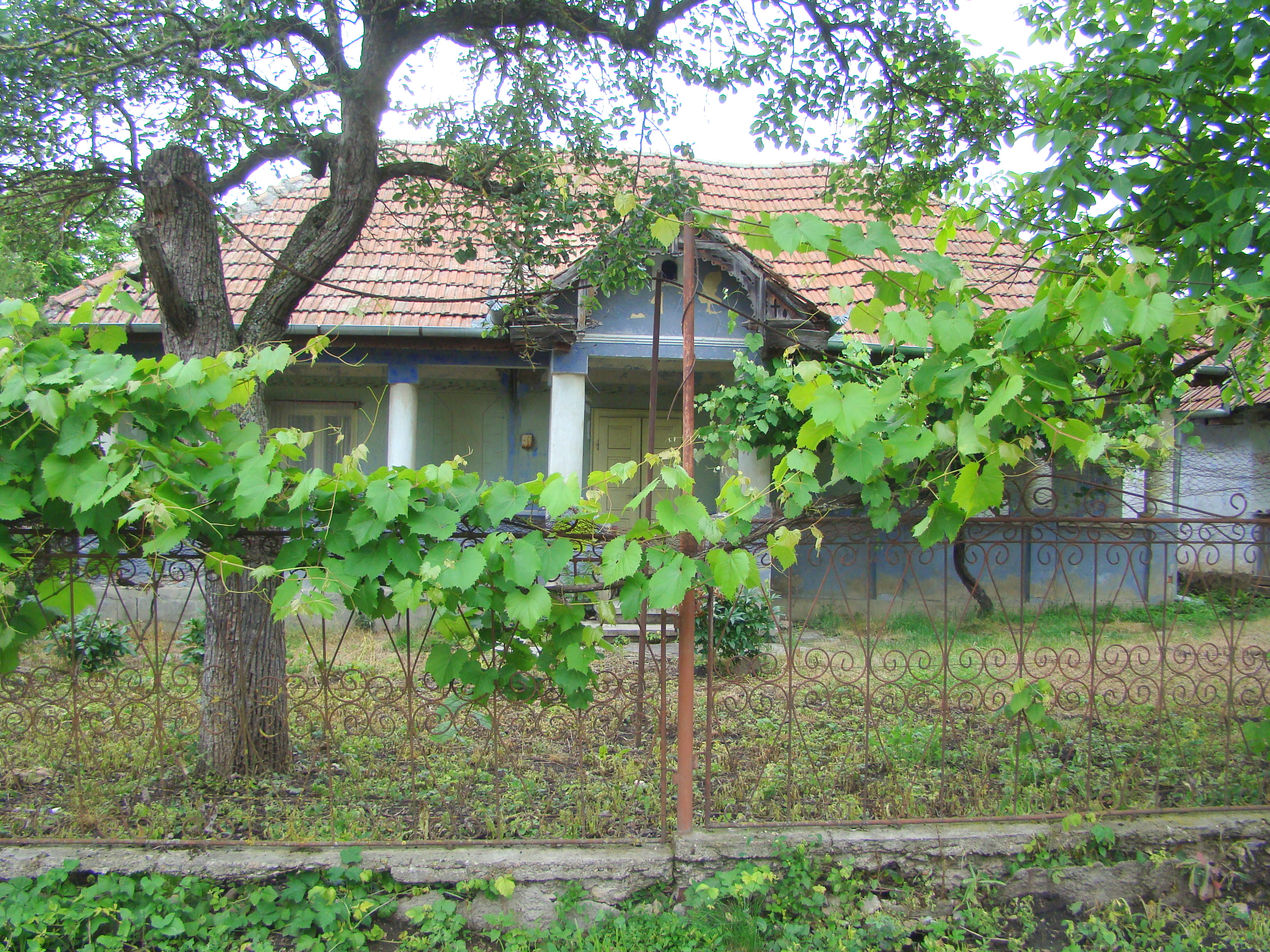
Casă țărănească
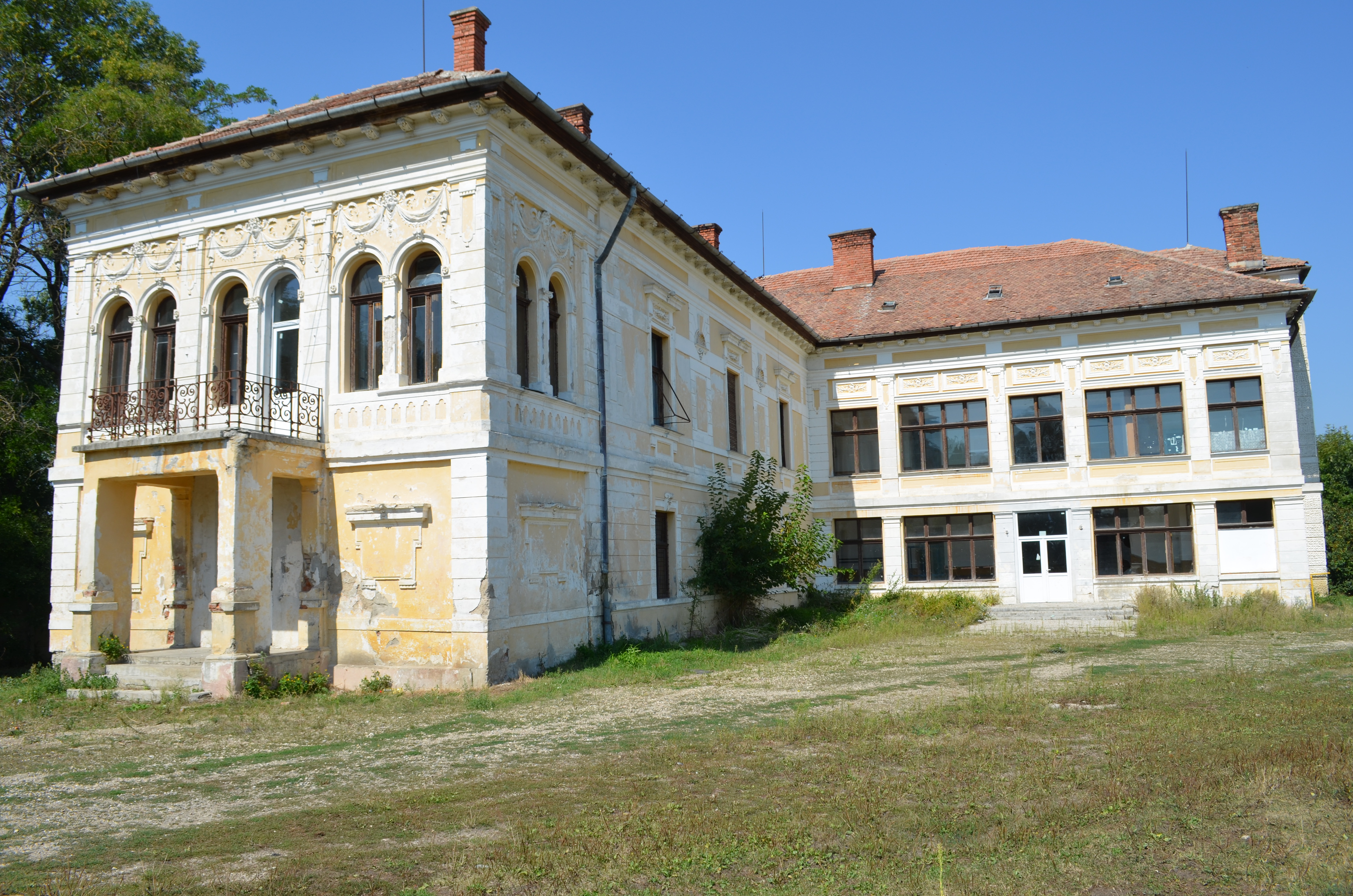
Castelul "Kemény"
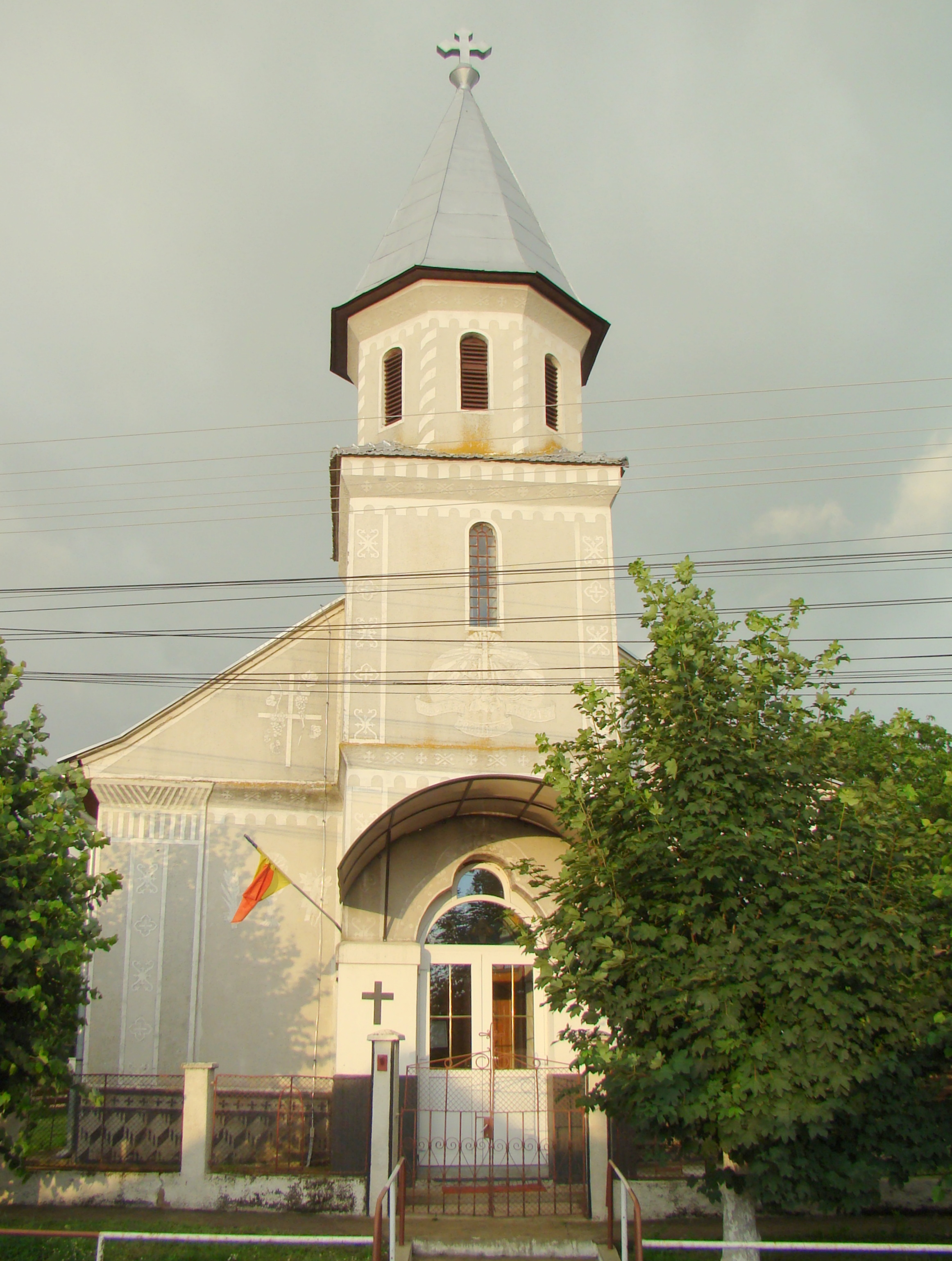
Biserica „Sfânta Treime” din Jucu de Sus
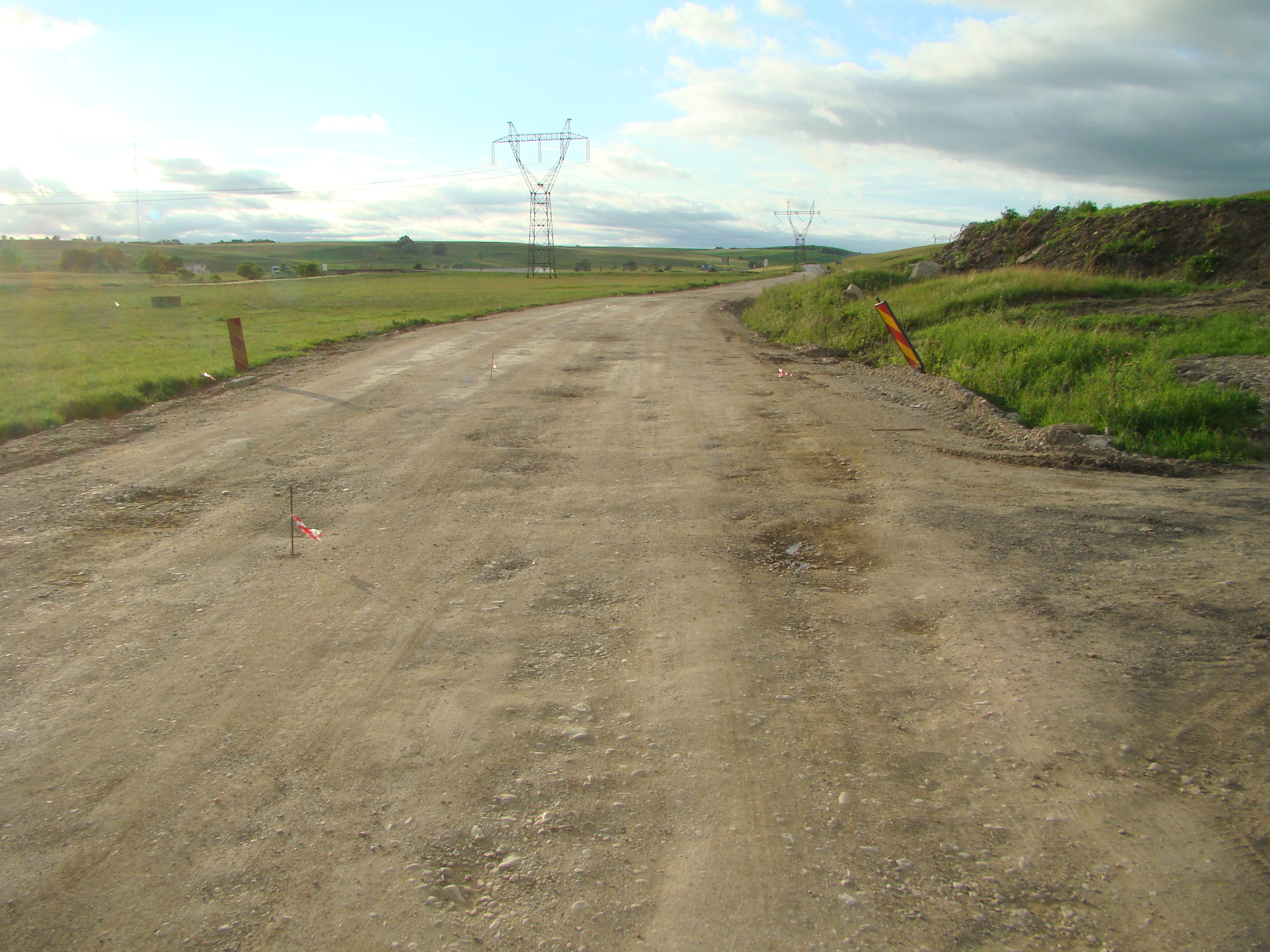
Drumul Jucu de Sus-Coasta
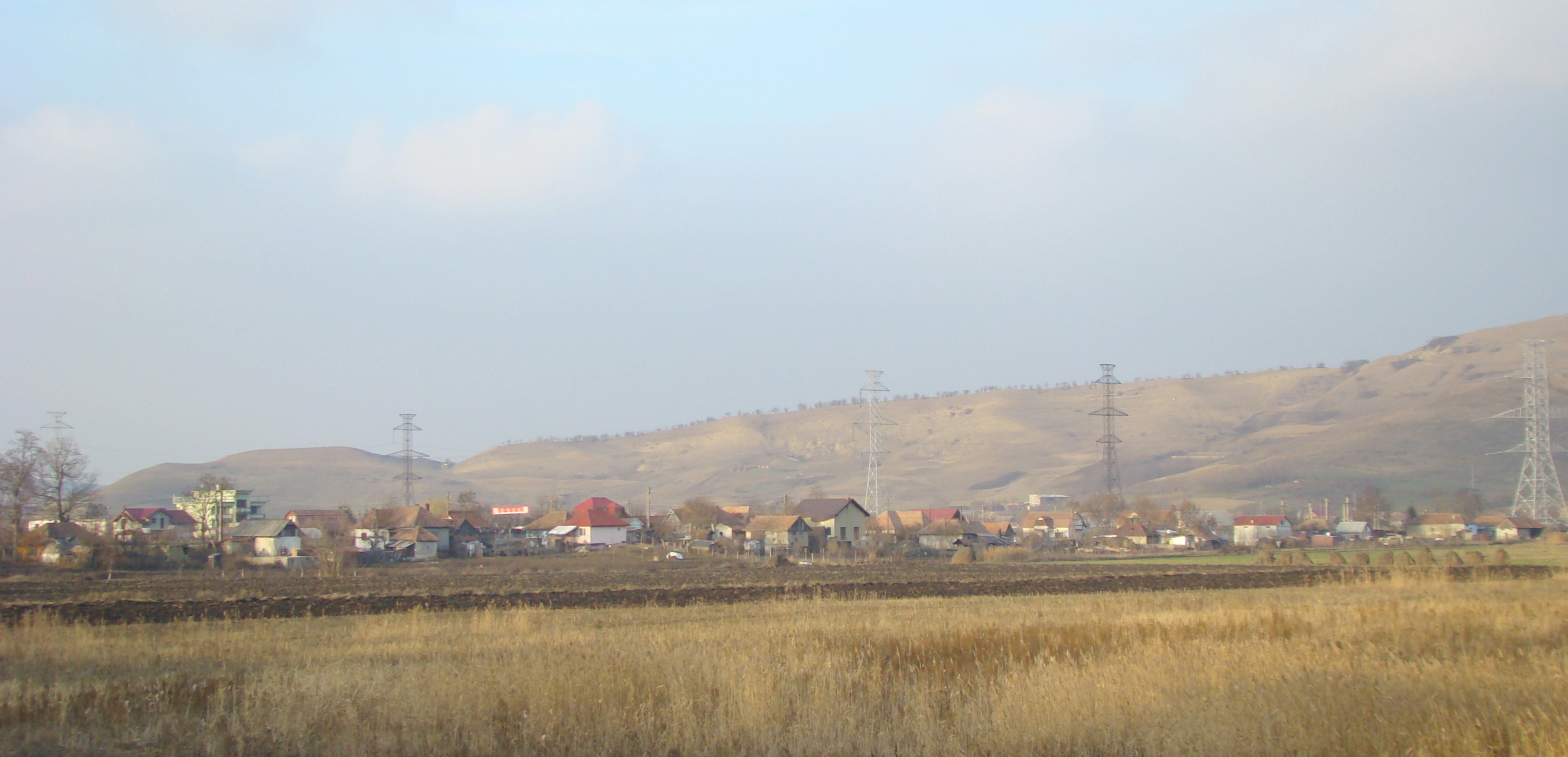
Gădălin
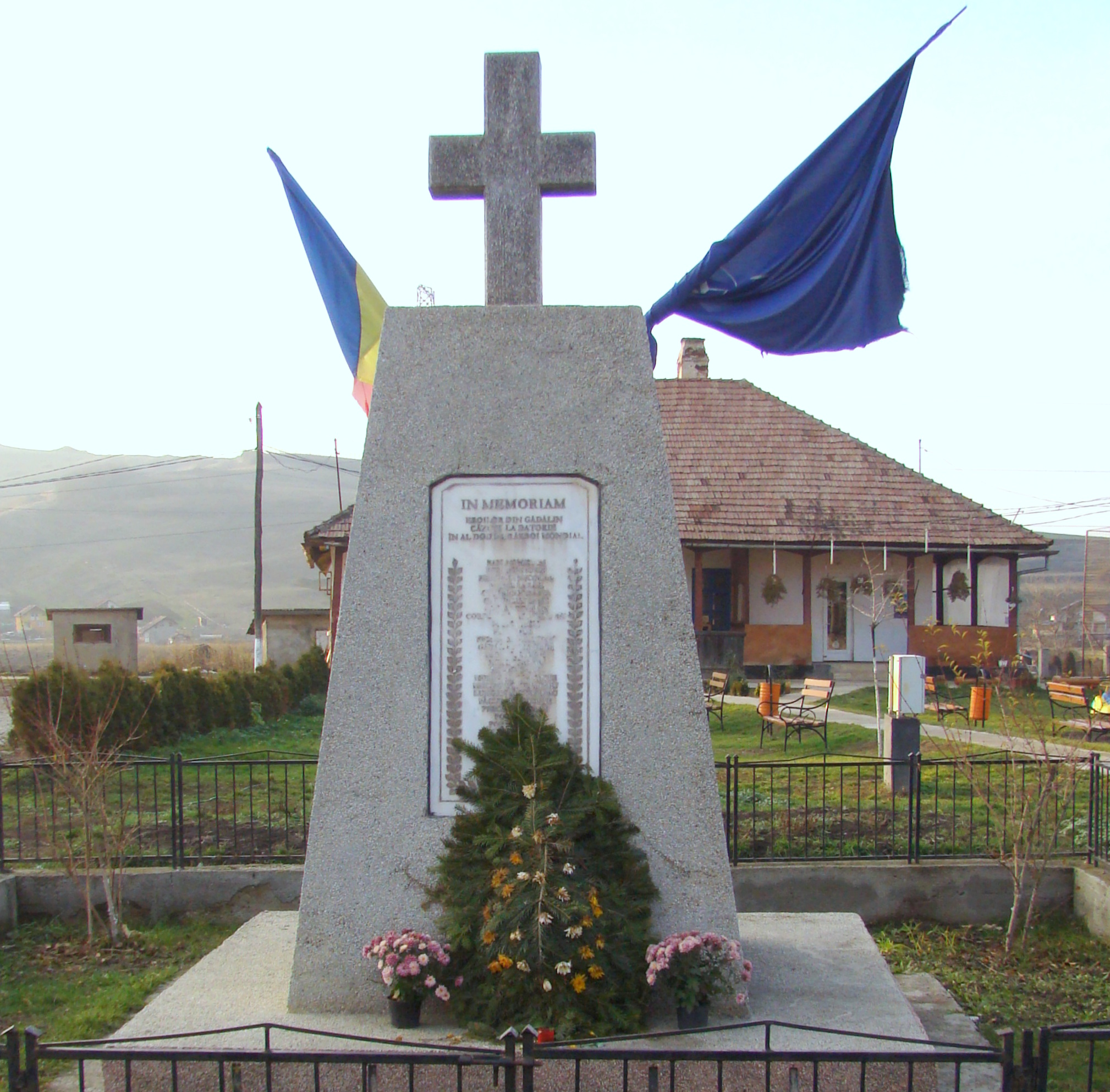
Monumentul eroilor români din Gădălin
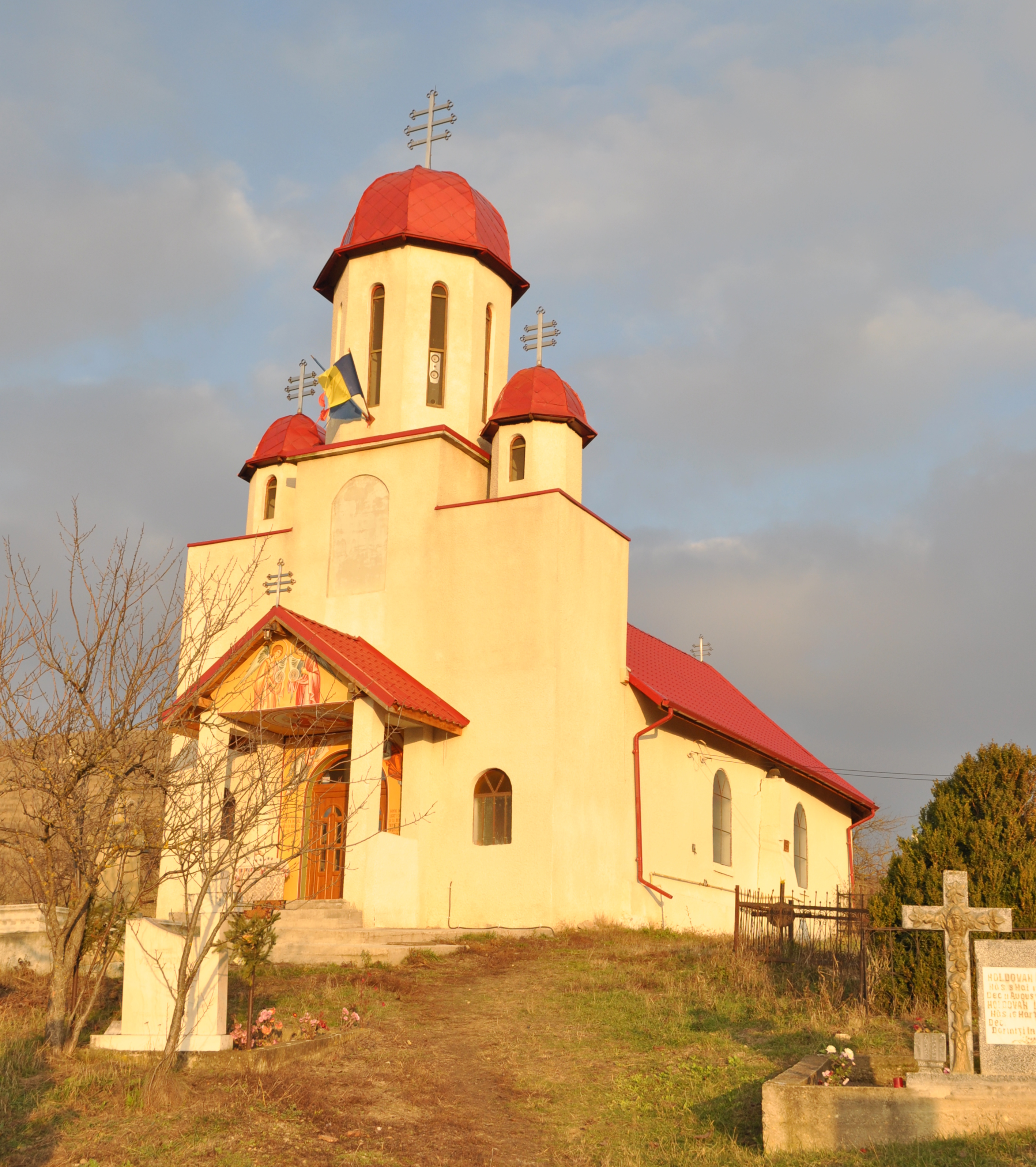
Biserica „Sfinții Arhangheli Mihail și Gavriil” din Gădălin
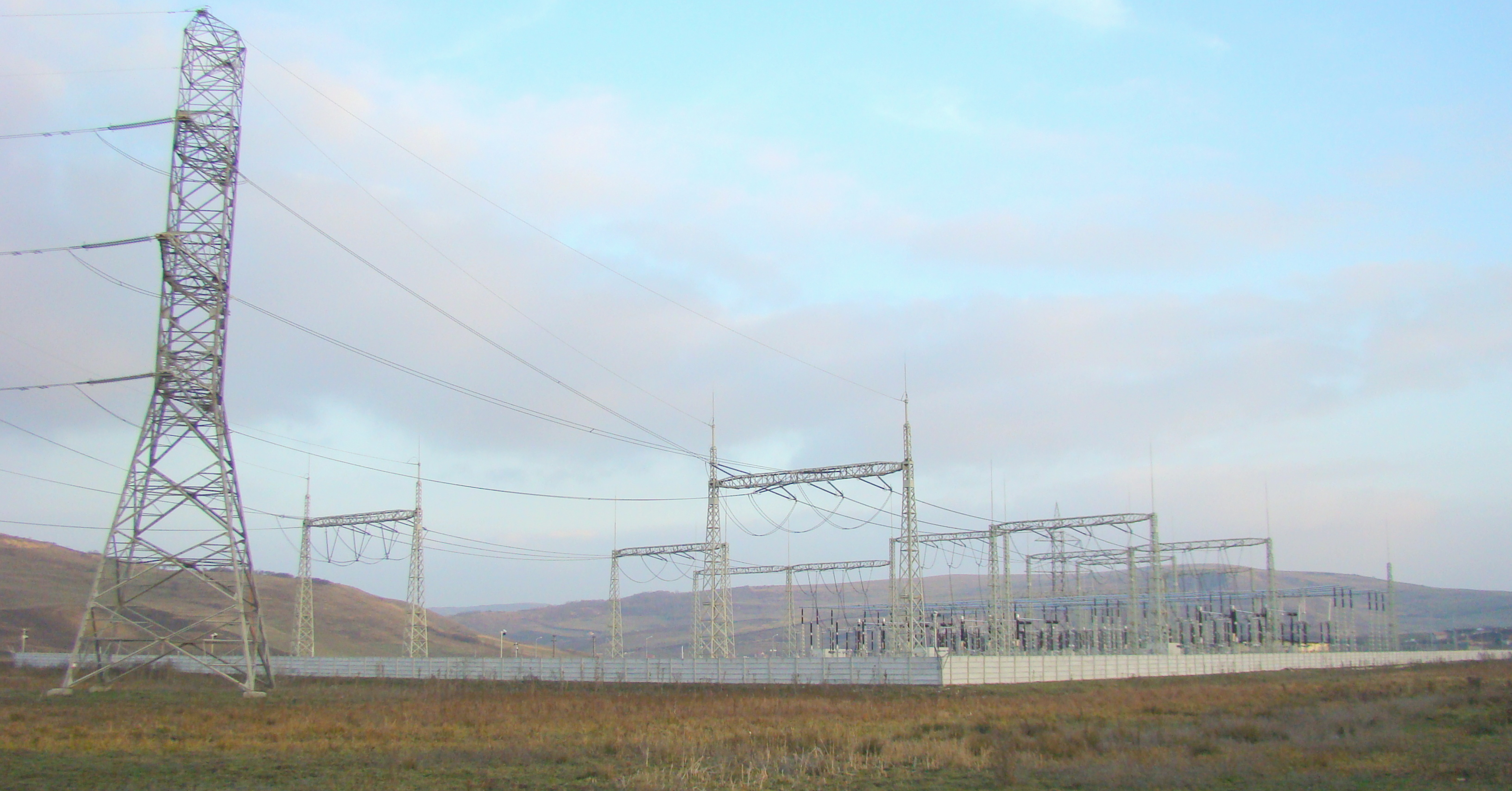
Staţia Electrică de 400kV din Gădălin ce ţine de C.N.T.E.E. Transelectrica S.A
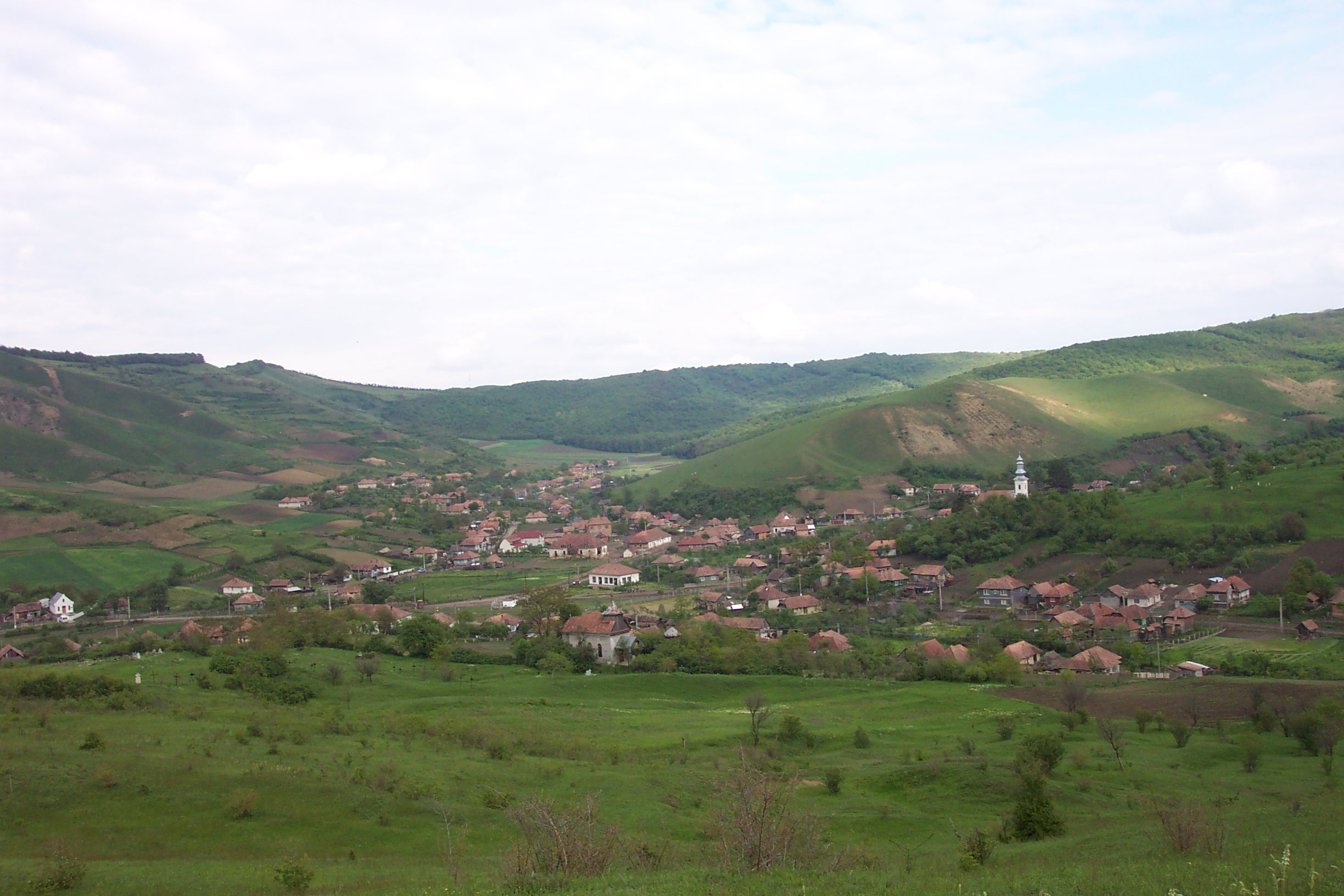
Vișea
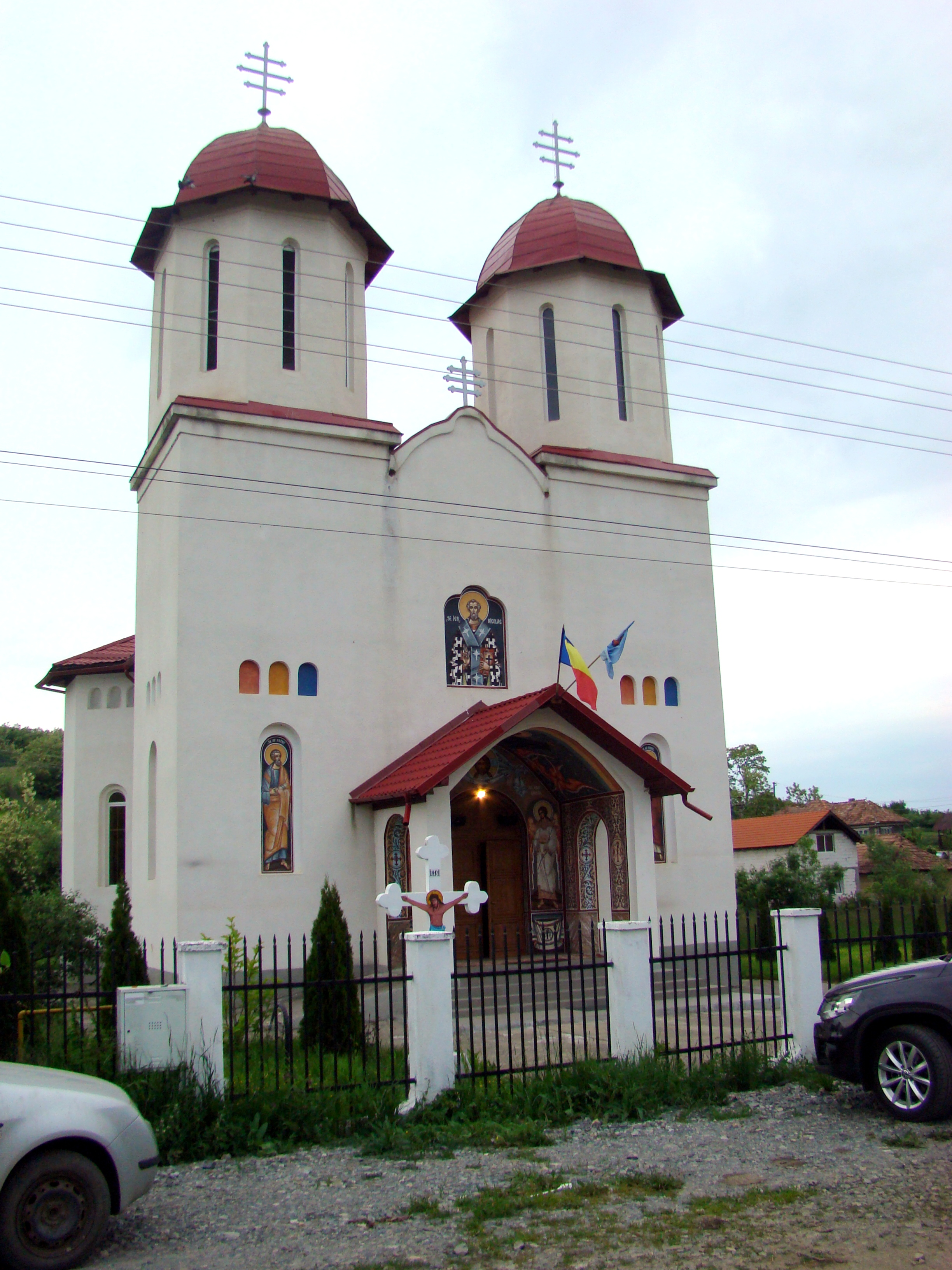
Biserica "Sfântul Nicolae" din Vișea
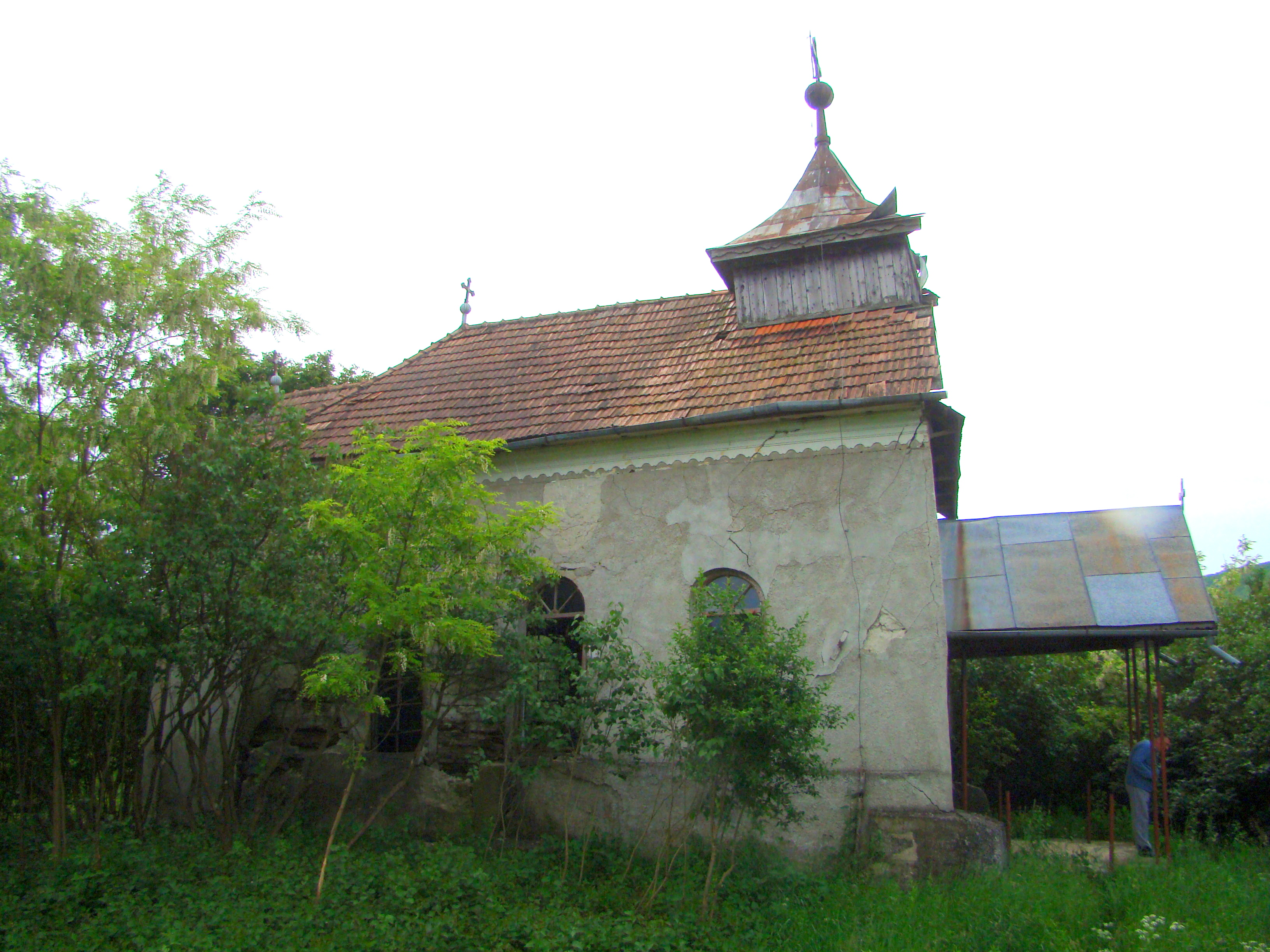
Biserica "Adormirea Maicii Domnului" din Vișea
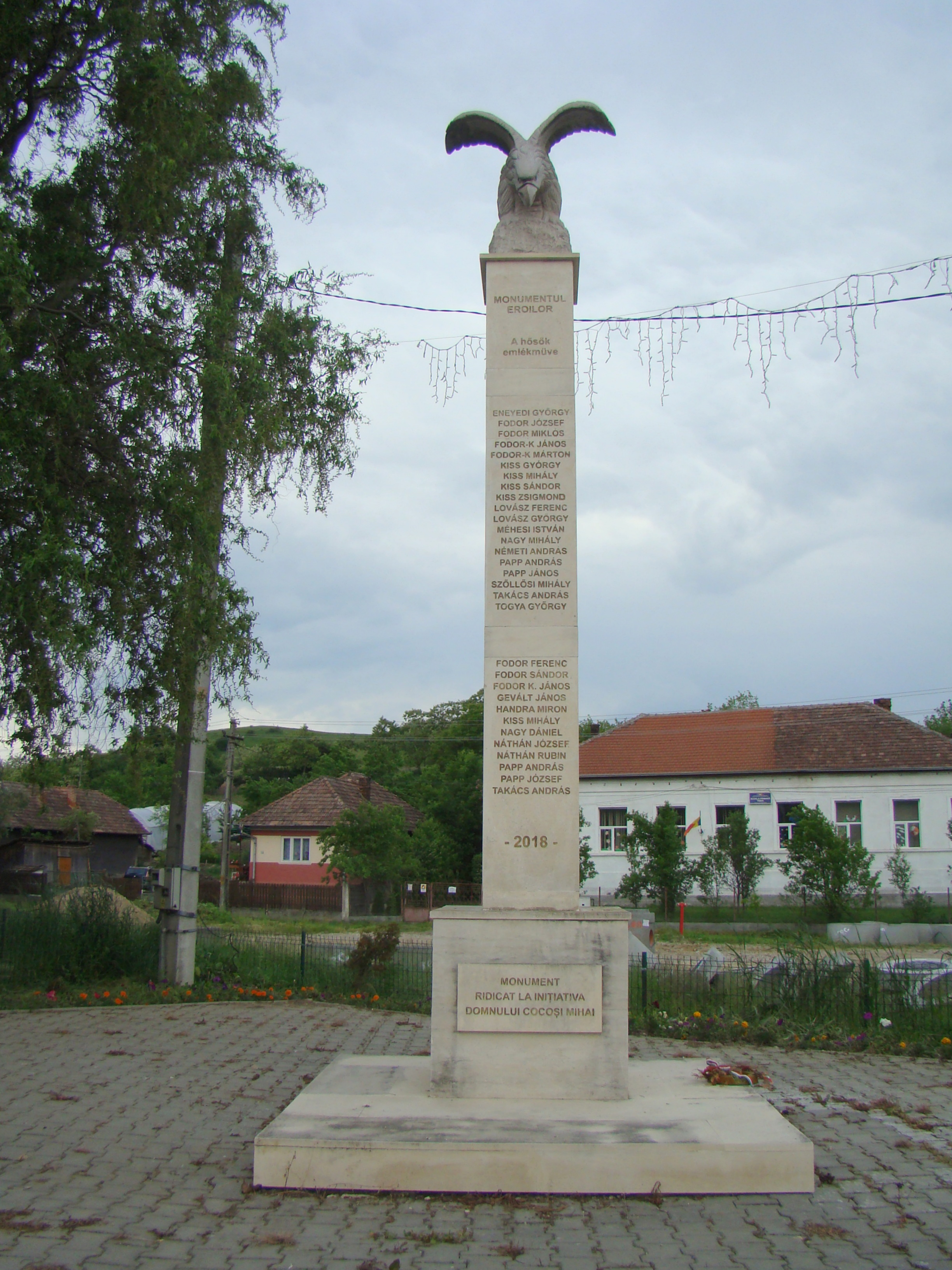
Monumentul eroilor maghiari